# Григоренко, Андрей Юрьевич
Андре́й Ю́рьевич Григоре́нко (13 июня 1949 года, Ленинград, СССР — 1 мая 2015 года, Санкт-Петербург, Россия) — советский и российский религиовед, специалист в области антропологии и социологии религии, истории западного протестантизма, церковно-государственных отношений. Доктор философских наук, профессор.

## Биография

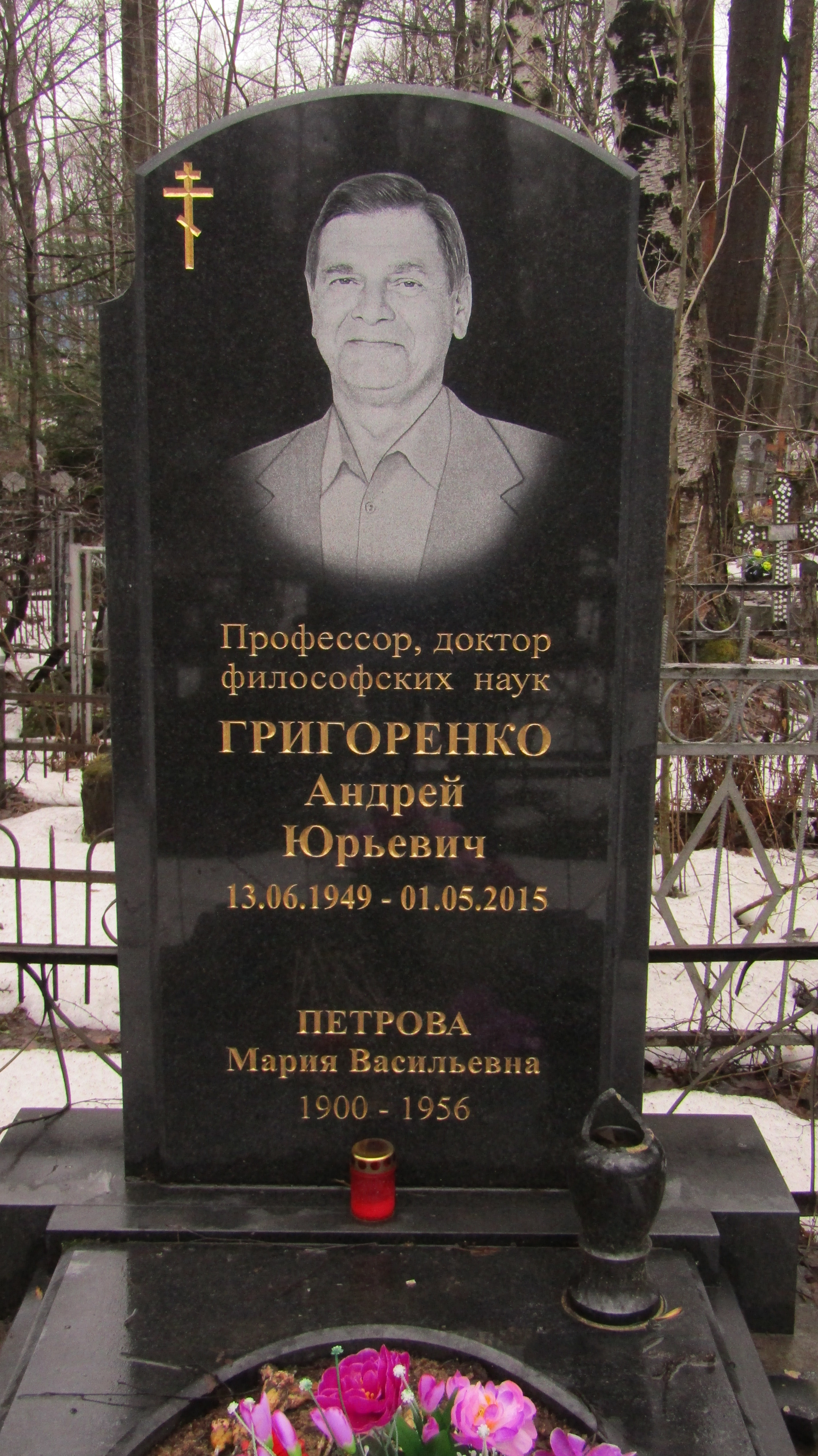
Могила Григоренко А. Ю. Серафимовское кладбище, Санкт-Петербург.

Родился 13 июня 1949 года в Ленинграде. Детство прошло в Венгерской народной республике, где отец — военный лётчик, проходил службу в послевоенное время. Брат — Анатолий Юрьевич Григоренко, доктор философских наук, профессор, специалист по русской средневековой философии.
Окончил философский факультет Ленинградского государственного университета имени А. А. Жданова по специальности «Философия».
В 1978 году защитил диссертацию на соискание учёной степени кандидата философских наук.
В 1992 году защитил диссертацию на соискание учёной степени доктора философских наук по теме «Философский анализ магии» (специальности 09.00.03 — «История философии» и 09.00.06 «Философия религии»).
В 1995 году присвоено учёное звание профессор.
В 2002—2014 годы выступил в качестве организатора ежегодной международной научно-практической конференции «Религиозная ситуация на Северо-западе России и в странах Балтии».
До 2004 года — профессор кафедры культурной антропологии и этнической социологии факультета социологии Санкт-Петербургского государственного университета.
С 2004 года до конца жизни — профессор и заведующий кафедрой религиоведения РГПУ имени А. И. Герцена.
Преподаватель Теологического института Евангелическо-лютеранской Церкви Ингрии.
С 2010 года — председатель Диссертационного совета РГПУ имени А. И. Герцена по специальности «Философия религии и религиоведение».
С 2013 года — член Экспертно-консультативного совета по национальной политике при Комитете по местному самоуправлению, межнациональным и межконфессиональным отношениям Ленинградской области.
Член Научно-методического совета по религиоведению общества «Знание Санкт-Петербурга и Ленинградской области».
Член редакционной коллегии альманаха «Религия. Церковь. Общество».
Автор более 70 работ по религиоведению, истории и социологии религии.
Скоропостижно скончался 1 мая 2015 года. Отпевание прошло 4 мая в храме во имя святого Серафима Саровского Похоронен на Серафимовском кладбище.

## Научные труды

### Диссертации
- Григоренко А. Ю. Философский анализ магии : автореферат дис. … доктора философских наук : 09.00.03, 09.00.06 / Санкт-Петер. гос. ун-т. — Санкт-Петербург, 1992. — 28 с.

### Монографии
- Григоренко А. Ю. Фидеизм и наука : (Критика теологизации происхождения науки). — М.: Знание, 1983. — 64 с.
- Григоренко А. Ю. Сон разума рождает чудовищ: Критические очерки о мистике и иррационализме. — Л.: Лениздат, 1986. — 175 с.
- Григоренко А. Ю. Разноликая магия / Рецензент Л. Н. Митрохин. — М.: Советская Россия, 1987. — 191 с.
- Григоренко А. Ю. Колдовство под маской науки: (Магия в прошлом и настоящем). — М.: Знание, 1988. — 63 с.
- Григоренко А. Ю. Сатана там правит бал: Критические очерки магии. — Киев: Україна, 1991. — 301 с.
- Григоренко А. Ю. Эсхатология, милленаризм, адвентизм: история и современность. Философско-религиоведческие очерки. — СПб.: Европейский Дом, 2004. — 392 с. — 3000 экз. — ISBN 5-8015-0174-6.
- Лебедев В. Ю., Прилуцкий А. М., Григоренко А. Ю. История религий: учебник для академического бакалавриата. — М.: Юрайт, 2016. — 456 с.

### Статьи
- Григоренко А. Ю. Нестяжатели и Иосифляне: Истоки противостояния // VERBUM. Выпуск 3. Византийское богословие и традиции религиозно-философской мысли в России. / Отв. ред. О. Э. Душин, И. И. Евлампиев. — СПб., 2001.
- Григоренко А. Ю. Процесс "расколдования мира" и "охота за ведьмами" в Западной Европе (16-17 вв.) // Философия и будущее цивилизации Тезисы докладов и выступлений IV Российского философского конгресса. — М.: Современные тетради, 2005. — С. 537—538.
- Григоренко А. Ю. Востребованность религиоведов на рынке труда // Межэтнические столкновения в поликультурной студенческой среде и пути их разрешения материалы научно-практической конференции. под научной редакцией В. Г. Зарубина, Г. И. Грибановой. — СПб.: РГПУ имени А. И. Герцена, 2007. — С. 203—205.
- Барабанов В. В., Григоренко А. Ю. Задачи духовно-нравственного просвещения и воспитания в современной школе // Вестник Герценовского университета. — СПб.: РГПУ имени А. И. Герцена, 2009. — № 10(72). — С. 18—20.
- Григоренко А. Ю. Подготовка учителя к духовно-нравственному воспитанию учащихся // Вестник Герценовского университета. — СПб.: РГПУ имени А. И. Герцена, 2010. — № 1. — С. 116—120.
- Григоренко А. Ю. Религиозная культура и духовно-нравственное воспитание в школе // Вестник Герценовского университета. — СПб.: РГПУ имени А. И. Герцена, 2010. — № 8. — С. 15—24.
- Григоренко А. Ю. Подготовка учителя к духовно-нравственному развитию и воспитанию учащихся // Электронный научно-практический журнал «РОНО». — 2011. — № 10. Духовно—нравственное развитие и воспитание школьников.
- Григоренко А. Ю. "Свой — чужой" в истории религии // Известия РГПУ имени А. И. Герцена. — СПб.: РГПУ имени А. И. Герцена, 2012. — № 146. — С. 41—47.
- Григоренко А. Ю. Религиозная ситуация на Северо-Западе России и в странах Балтии: традиции и современность (по следам конференции) // Universum: Вестник Герценовского университета. — СПб.: РГПУ имени А. И. Герцена, 2012. — № 2. — С. 170—176.
- Григоренко А. Ю. Немецкая классическая философия как теоретический источник современного религиоведения // Религия. Церковь. Общество. Исследования и публикации по теологии и религии. Под редакцией проф. А. М. Прилуцкого, проф. А. Ю. Григоренко, А. В. Каргальцева. — Колбино: Теологический Институт Евангелическо-лютеранской Церкви Ингрии на территории России, 2012. — № 1. — С. 12—21. — ISSN 2308-0698.
- Григоренко А. Ю. Специфика религиозной толерантности // Истина и диалог. Сборник материалов XIII Свято-Троицких ежегодных международных академических чтений в Санкт-Петербурге. — СПб.: РХГА, 2013. — С. 12—14.
- Григоренко А. Ю. Магия как социальный институт // Вестник Русской христианской гуманитарной академии. — СПб.: РХГА, 2013. — Т. 14, № 4. — С. 13—21. — ISSN 1819-2777. Архивировано 30 мая 2019 года.
- Григоренко А. Ю. Кафедре религиоведения РГПУ имени А. И. Герцена 50 лет // Вестник Герценовского университета. — СПб.: РГПУ имени А. И. Герцена, 2013. — № 2. — С. 175—178. — ISSN 2306-9880.
- Григоренко А. Ю. Кто должен преподавать «основы религиозных культур и светской этики» в школах? О результатах апробации экспериментальной образовательной программы «культура конфессий» // Вестник Герценовского университета. — СПб.: РГПУ имени А. И. Герцена, 2013. — № 4. — С. 180—185.
- Григоренко А. Ю. Психология ритуала и колдовства // Религия. Церковь. Общество. Исследования и публикации по теологии и религии. Под редакцией проф. А. М. Прилуцкого, проф. А. Ю. Григоренко, А. В. Каргальцева. — Колбино: Теологический Институт Евангелическо-лютеранской Церкви Ингрии на территории России, 2013. — С. 12—20. — ISSN 2308-0698.
- Григоренко А. Ю. Постмодернистская теология религии и современное религиоведение // Вестник Русской христианской гуманитарной академии. — СПб.: РХГА, 2014. — Т. 15, № 4. — С. 195—199. — ISSN 1819-2777.
- Григоренко А. Ю. Смена поколений и парадигм в Герценовском религиоведении: обзор учебников преподавателей университета по религиоведению // Вестник Герценовского университета. — СПб.: РГПУ имени А. И. Герцена, 2014. — № 2. — С. 126—130. — ISSN 2306-9880.
- Григоренко А. Ю. Государственно-церковные отношения в России: история и современность // Формирование единого Русского государства: история и современность. Русский путь. — СПб.: РГПУ имени А. И. Герцена, 2014. — С. 106—117.
- Григоренко А. Ю. Эсхатология старообрядцев: социальный дискурс // Религия. Церковь. Общество. Исследования и публикации по теологии и религии. Под редакцией проф. А. М. Прилуцкого, проф. А. Ю. Григоренко, А. В. Каргальцева. — Колбино: Теологический Институт Евангелическо-лютеранской Церкви Ингрии на территории России, 2014. — № 3. — С. 83—96. — ISSN 2308-0698.
- Григоренко А. Ю. Религиозные организации Ленинградской области: межконфессиональный диалог и социальная деятельность. Справочник / О. А. Бокова, А. В. Гайдуков, В. А. Егоров и др.; под ред. А. В. Гайдукова. — СПб.: Верста, 2014. — С. 13—16. — 300 с. — ISBN 9-785-906168-13-9.

### Научная редакция
- Религиоведение: учеб. пособие для пед. вузов / под ред. А. Ю. Григоренко. — СПб. : Питер, 2008. — 507 с.: ил. — (Учебное пособие). ISBN 978-5-91180-866-2
- Религии мира. Словарь-справочник. / Под ред. А. Ю. Григоренко. — СПб.: Питер, 2009. — 400 с. ISBN 978-5-388-00466-6.

### Рецензии
- Григоренко А. Ю. Рецензия на издание «Религиозные процессы на Северо-Западе России и в странах Балтии» // Религия. Церковь. Общество. Исследования и публикации по теологии и религии. — Колбино: Теологический Институт Евангелическо-лютеранской Церкви Ингрии на территории России, 2012. — № 1. — С. 80—194. — ISSN 2308-0698.
- Юнак В. Д. Рецензия на издание «Критические заметки на книгу А. Ю. Григоренко „Эсхатология, милленаризм, адвентизм: История и современность. Философско-религиоведческие очерки. — СПб.: Европейский Дом, 2004. – 392 с.“» // Весть для Тебя. — 2004. — № 1. — С. 3—52.